# 棕茅
棕茅（学名：Eulalia phaeothrix）为禾本科金茅屬下的一个种。

## 扩展阅读
- 維基物種上的相關：棕茅